# Последний ужин (фильм, 1994)
«Последний ужин» (англ. The Last Supper) — канадский фильм-драма 1994 года, поставленный режиссёром Синтией Робертс. Премьера ленты состоялась в феврале 1995 года на 45-м Берлинском международном кинофестивале, где он получил премию «Тедди» за лучший художественный фильм.

## Сюжет
Танцор Крис умирает от СПИДа. Он выбрал эвтаназию, чтобы покончить со своими страданиями. С помощью своего любимого Вела и своего врача он окружает себя в свои последние часы всем, что делало его жизнь особенной. Они в последний раз ужинают вместе, а потом Крис выполняет свою последнюю хореографическую композицию о собственной смерти.